# Danh sách sân vận động
Sau đây là danh sách các sân vận động trên thế giới. 

## Châu Phi

### Ai Cập(8)
- Sân vận động Arab Contractors, Cairo.
- Sân vận động Bani Ebid, Bani Ebid.
- Sân vận động Borg El Arab, Alexandria.
- Sân vận động Quốc tế Cairo, Cairo.
- Sân vận động Damanhour, Damanhour.
- Sân vận động Quốc tế Mubarak, Giza.
- Sân vận động Osman Ahmed Osman, Thành phố Nasr City.
- Sân vận động Kênh Suez, Suez.

### Algérie(9)
- Sân vận động 5 tháng 7, Algiers.
- Sân vận động 19 tháng 5 năm 1956, Annaba.
- Sân vận động 24 tháng 2 năm 1956, Sidi Bel Abbes.
- Sân vận động Ahmed Zabana, Oran.
- Sân vận động Birouana, Tlemcen.
- Sân vận động Frères Brakni, Blida.
- Sân vận động Chahid Hamlaoui, Constantine.
- Sân vận động Olympic, Saïda.
- Sân vận động Tahar Zoughari, Relizane.

### Angola(4)
- Sân vận động 11 tháng 11, Luanda.
- Sân vận động Cidadela, Luanda.
- Sân vận động Santos, Viana.
- Sân vận động thành phố Benguela, Benguela.
- Sân vận động Joaquim Dinis, Luanda.

### Bénin(1)
- Sân vận động Hữu nghị, Cotonou.

### Botswana(1)
- Sân vận động Quốc gia Botswana, Gaborone.

### Burkina Faso(2)
- Sân vận động 4 tháng 8, Ouagadougou.
- Sân vận động Thành phố, Bobo Dioulasso.

### Burundi(1)
- Sân vận động Hoàng tử Louis Rwagasore, Bujumbura.

### Cameroon(2)
- Sân vận động Thống nhất, Douala.
- Sân vận động Ahmadou Ahidjo, Yaoundé.

### Cabo Verde(1)
- Sân vận động Várzea, Praia.

### Comoros(1)
- Sân vận động Beaumer, Moroni.

### Cộng hoà Congo(1)
- Sân vận động Alphonse Massemba-Débat, Brazzaville.

### Cộng hòa Dân chủ Congo(2)
- Sân vận động Martyrs, Kinshasa.
- Sân vận động thành phố Lubumbashi, Lubumbashi.

### Bờ Biển Ngà(1)
- Sân vận động Félix Houphouet-Boigny, Abidjan.

### Djibouti(1)
- Sân vận động Thành phố, Djibouti.

### Eritrea(5)
- Sân vận động Cicero, Asmara.
- Sân vận động Olympic, Asmara.
- Sân vận động Denden, Asmara.
- Sân vận động Keren, Keren.
- Sân vận động Dekemhare, Dekemhare.

### Ethiopia(1)
- Sân vận động Addis Ababa, Addis Ababa.

### Gabon(5)
- Sân vận động Omar Bongo, Libreville.
- Sân vận động Angondjé, Libreville.
- Sân vận động Franceville, Franceville.
- Sân vận động Oyem, Oyem.
- Sân vận động Port-Gentil, Port-Gentil.

### Gambia(1)
- Sân vận động Brikama, Banjul.

### Ghana(2)
- Sân vận động Thể thao Accra, Accra.
- Sân vận động Thể thao Kumasi, Kumasi.

### Guinea Xích Đạo(5)
- Sân vận động Bata, Bata.
- Sân vận động Quốc tế, Malabo.
- Sân vận động Malabo, Malabo.
- Sân vận động Mongomo, Mongomo.
- Sân vận động Ebebiyín, Ebebiyín.

### Guinée(1)
- Sân vận động 28 tháng 9, Conakry.

### Guiné-Bissau(1)
- Sân vận động 24 tháng 9, Bissau.

### Kenya(2)
- Trung tâm Thể thao Quốc tế Moi, Nairobi.
- Sân vận động Quốc gia Nyayo, Nairobi.

### Lesotho(1)
- Sân vận động Setsoto, Maseru.

### Liberia(1)
- Khu liên hợp thể thao Samuel Kanyon Doe, Monrovia.

### Libya(2)
- Sân vận động Tripoli, Tripoli.
- Sân vận động 28 tháng 3, Benghazi.

### Madagascar(1)
- Sân vận động Thành phố Mahamasina, Antananarivo.

### Malawi(2)
- Sân vận động Quốc gia Bingu, Lilongwe.
- Sân vận động Kamuzu, Blantyre.

### Mali(1)
- Sân vận động 26 tháng 3, Bamako.

### Maroc(8)
- Sân vận động Adrar, Agadir.
- Sân vận động Cheikh Laaghdef, El Massira.
- Sân vận động Trung tâm Thể thao, Fes.
- Sân vận động Danh dự, Oujda.
- Sân vận động Marrakech, Marrakech.
- Sân vận động Mohammed V, Casablanca.
- Sân vận động Hoàng tử Moulay Abdellah, Rabat.
- Sân vận động Tanger, Tanger.

### Mauritanie(1)
- Sân vận động Olympic, Nouakchott.

### Mauritius(1)
- Sân vận động Anjalay, Belle Vue.

### Mayotte(1)
- Sân vận động Cavani, Mamoudzou.

### Mozambique(4)
- Sân vận động Costa do Sol, Maputo.
- Sân vận động Desportivo, Maputo.
- Sân vận động Machava, Maputo.
- Sân vận động Maxaquene, Maputo.
- Sân vận động Zimpeto, Maputo.

### Namibia(2)
- Sân vận động Độc lập, Windhoek.
- Sân vận động Sam Nujoma, Windhoek.

### Nam Sudan(1)
- Sân vận động Juba, Juba.

### Cộng hòa Nam Phi(24)
- Sân vận động ABSA, Durban.
- Sân vận động Charles Mopeli, Qwa Qwa.
- Sân vận động Chatsworth, Durban.
- Sân vận động Moses Mabhida, Durban.
- Sân vận động Ellis Park, Johannesburg.
- Sân vận động EPRFU, Port Elizabeth.
- Sân vận động FNB, Johannesburg.
- Sân vận động Free State, Bloemfontein.
- Sân vận động Johannesburg, Johannesburg.
- Sân vận động Loftus Versfeld, Pretoria.
- Sân vận động Nelson Mandela Bay, Port Elizabeth.
- Sân vận động Newlands, Cape Town.
- Sân vận động Cape Town, Cape Town.
- Sân vận động Mbombela, Nelspruit.
- Sân vận động Odi, Mabopane.
- Sân vận động Peter Mokaba, Polokwane.
- Sân vận động Olympic, Rustenburg.
- Sân vận động Orlando, Orlando.
- Sân vận động HM Pitje, Pretoria.
- Sân vận động Pietersburg, Pietersburg.
- Sân vận động rugby Potgietersrus, Johannesburg.
- Sân vận động Rand, Johannesburg.
- Sân vận động Royal Bafokeng, Rustenburg.
- Sân vận động Thoyandu, Pietersburg.

### Niger(1)
- Sân vận động Tướng Seyni Kountché, Niamey.

### Nigeria(6)
- Sân vận động Abuja, Abuja.
- Sân vận động Ahmadou Bello, Kaduna.
- Sân vận động Gateway, Abeokuta.
- Sân vận động Thành phố Jalingo, Thành phố Jalingo.
- Sân vận động Tự do, Ibadan.
- Sân vận động Quốc gia, Lagos.

### Réunion(1)
- Sân vận động phía Đông, St. Denis.

### Rwanda(1)
- Sân vận động Amahoro, Kigali.

### Saint Helena(1)
- Sân vận động Francis Plain, Francis Plain.

### São Tomé và Príncipe(1)
- Sân vận động Quốc gia 12 tháng 7, São Tomé.

### Sénégal(1)
- Sân vận động Leopold Senghor, Dakar.

### Seychelles(1)
- Sân vận động Linité, Roche Caiman.

### Sierra Leone(1)
- Sân vận động Quốc gia, Freetown.

### Somalia(1)
- Sân vận động Mogadishu, Mogadishu.

### Sudan(1)
- Sân vận động Khartoum, Khartoum.

### Eswatini(1)
- Sân vận động Quốc gia Somhlolo, Lobamba.

### Tanzania(3)
- Sân vận động CCM Kirumba, Mwanza.
- Sân vận động Hồ Tanganyika, Kigoma.
- Sân vận động Quốc gia, Dar es Salaam.

### Tây Sahara(1)
- Sân vận động El Aaiún, El Aaiún.

### Tchad(1)
- Sân vận động Quốc gia, N'Djamena.

### Togo(1)
- Sân vận động Kégué, Lomé.

### Trung Phi(1)
- Sân vận động Barthelemy Boganda, Bangui.

### Tunisia(2)
- Sân vận động El Menzah, Tunis.
- Sân vận động 7 tháng 11, Radès.

### Uganda(1)
- Sân vận động Quốc gia Mandela, Kampala.

### Zambia(1)
- Sân vận động Độc lập, Lusaka.

### Zimbabwe(3)
- Sân vận động Barbourfields, Bulawayo.
- Sân vận động Thể thao Quốc gia, Harare.
- Sân vận động Rufaro, Harare.

## Châu Á

### Afghanistan(2)
- Sân vận động Liên đoàn bóng đá Afghanistan, Kabul.
- Sân vận động Quốc gia, Kabul.

### Armenia(1)
- Sân vận động Hrazdan, Yerevan.

### Azerbaijan(1)
- Sân vận động Tofig Bakhramov, Baku.

### Ấn Độ(20)
- Sân vận động Brabourne, Mumbai.
- Sân vận động M.A. Chidambaram, Chennai.
- Sân vận động Chennai Jawaharlal Nehru, Chennai.
- Sân vận động criket Chinnaswamy, Bangalore.
- Sân vận động DY Patil, Navi Mumbai.
- Sân vận động Vườn Eden, Kolkata.
- Sân vận động điền kinh Gachibowli, Hyderabad.
- Sân vận động Green Park, Kanpur.
- Sân vận động Jawaharlal Nehru, New Delhi.
- Sân vận động Jawaharlal Nehru, Kochi.
- Sân vận động Kanchenjunga, Siliguri.
- Sân vận động chính Khuman Lampak, Imphal.
- Sân vận động L.B, Hyderabad.
- Sân vận động hội đồng thành phố, Kozhikode.
- Sân vận động criket Mohali, Chandigarh.
- Sân vận động Narendra Modi, Ahmedabad.
- Sân vận động Salt Lake, Kolkata.
- Sân vận động Sree Kanteerava, Bangalore.
- Sân vận động S.R. Bhosle Krida Sankul, Mumbai.
- Sân vận động Wankhede, Mumbai.

### Ả Rập Xê Út(5)
- Mrsool Park, Riyadh.
- Sân vận động Vua Abdul Aziz, Mecca.
- Sân vận động Quốc tế Nhà vua Fahd, Riyadh.
- Sân vận động Hoàng tử Mohamed bin Fahd, Dammam.
- Khu liên hợp thể thao nhà vua Abdullah, Jeddah.

### Bahrain(1)
- Sân vận động Quốc gia Bahrain, Riffa.

### Bangladesh(2)
- Sân vận động Quốc gia Bangabandhu, Dhaka.
- Sân vận động Sher-e-Bangla Mirpur, Dhaka.

### Bhutan(1)
- Sân vận động Changlimithang, Thimphu.

### Brunei(1)
- Sân vận động Quốc gia Hassanal Bolkiah, Bandar Seri Begawan.

### Campuchia(2)
- Sân vận động Olympic Phnôm Pênh, Phnôm Pênh.
- Sân vận động Quân đội, Phnôm Pênh.

### Đông Timor(1)
- Sân vận động Quốc gia, Dili.

### Gruzia(1)
- Boris Paichadze Dinamo Arena, Tbilisi.

### Hàn Quốc(25)
- Gocheok Sky Dome, Seoul.
- Pohang Steel Yard, Pohang.
- Sân vận động Ansan Wa~, Ansan.
- Sân vận động Bucheon, Bucheon.
- Sân vận động chính Asiad Busan, Busan.
- Sân vận động Changwon, Changwon.
- Sân vận động Cheonan, Cheonan.
- Sân vận động Chuncheon Civic, Chuncheon.
- Sân vận động Daegu, Daegu.
- Sân vận động World Cup Daejeon, Daejeon.
- Sân vận động Công viên Duryu, Daegu.
- Sân vận động Gangneung, Gangneung.
- Sân vận động Gimcheon, Gimcheon.
- Sân vận động Gimhae, Gimhae.
- Sân vận động Goyang, Goyang.
- Sân vận động Gumi Civic, Gumi.
- Sân vận động World Cup Gwangju, Gwangju.
- Sân vận động Hanbat, Daejeon.
- Sân vận động Incheon Sungui, Incheon.
- Sân vận động bóng chày Incheon Munhak, Incheon.
- Sân vận động bóng chầy Jl,s Seoul.
- Sân vận động Jecheon, Jecheon.
- Sân vận động Jeju, Jeju.
- Sân vận động Jeonju, Jeonju.
- Sân vận động công dân Jeonju, Jeonju.
- Sân vận động Masan, Masan.
- Sân vận động Olympic Seoul, Seoul.
- Sân vận động Sangju Civic, Sangju.
- Sân vận động công dân Suwon, Suwon.
- Sân vận động Uijeongbu, Uijeongbu.

### Indonesia(14)
- Sân vận động Gelora Bung Karno, Jakarta.
- Sân vận động Gelora Delta, Sidoardjo.
- Sân vận động Gelora 10 tháng 11, Surabaya.
- Sân vận động Gelora Sriwijaya, Palembang.
- Sân vận động Jalak Harupat, Bandung.
- Sân vận động Kanjuruhan, Malang.
- Sân vận động Lagaligo, Kota Palopo.
- Sân vận động Mandala, Jayapura.
- Sân vận động Quốc tế Mata Elang, Jakarta.
- Sân vận động Mattoangin, Makasar.
- Sân vận động Menteng, Jakarta.
- Sân vận động Ngurah Rai, Denpasar.
- Sân vận động Siliwangi, Bandung.
- Sân vận động Teladan, Medan.

### Iran(19)
- Sân vận động Azadi, Tehran.
- Sân vận động Dr Azodi, Rasht.
- Sân vận động Fooladshahr, Isfahan.
- Sân vận động Hafezieh, Shiraz.
- Sân vận động Iran Khodro, Karaj.
- Sân vận động Naghsh e Jahan, Isfahan.
- Sân vận động Nasiri, Yazd.
- Sân vận động Rah Ahan, Tehran.
- Sân vận động Samen, Mashhad.
- Sân vận động Shahid Dastgerdi, Tehran.
- Sân vận động Shahid Shiroudi, Tehran.
- Sân vận động Shiroudi, Karaj.
- Sân vận động Shohada, Noshahr.
- Sân vận động Takhti, Abadan.
- Sân vận động Takhti, Ahvaz.
- Sân vận động Takhti, Bandar Anzali.
- Sân vận động Takhti, Tabriz.
- Sân vận động Takhti, Tehran.
- Sân vận động Yadegare Imam, Tabriz.

### Iraq(3)
- Sân vận động Al Shaab, Baghdad.
- Sân vận động Franso Hariri, Erbil.
- Sân vận động Olympic Kirkuk, Kirkuk.

### Israel(5)
- Sân vận động Bloomfield, Tel Aviv.
- Sân vận động thành phố Petah Tikva, Petah Tikva.
- Sân vận động Qiryat Eliezer, Haifa.
- Sân vận động Ramat Gan, Ramat-Gan.
- Sân vận động Tưởng niệm Teddy Kollek, Jerusalem.

### Jordan(1)
- Sân vận động Quốc tế Amman, Amman.

### Kazakhstan(2)
- Sân vận động Munaytpasova, Shymkent.
- Astana Arena, Astana.

### Kuwait(5)
- Sân vận động Quốc tế Jaber Al-Ahmad, Thành phố Kuwait.
- Sân vận động Kazma SC, Thành phố Kuwait.
- Sân vận động Mohammed Al-Hamad, Thành phố Kuwait.
- Sân vận động Al-Sadaqua Walsalam, Thành phố Kuwait.
- Sân vận động Sabah Al-Salem, Thành phố Kuwait.

### Kyrgyzstan(1)
- Sân vận động Spartak, Bishkek.

### Lào(3)
- Sân vận động Quốc gia Lào, Viêng Chăn.
- Sân vận động Quốc gia Lào mới, Viêng Chăn.
- Sân vận động Trung tâm của Trường Đại học Quốc gia Lào, Viêng Chăn.

### Liban(3)
- Sân vận động Thành phố Thể thao Camille Chamoun, Beirut.
- Sân vận động Olympic Quốc tế, Tripoli.
- Sân vận động thành phố Saida, Sidon.

### Malaysia(17)
- Sân vận động Batu Kawan, Penang.
- Sân vận động Quốc gia Bukit Jalil, Kuala Lumpur.
- Sân vận động Thành phố, Penang.
- Sân vận động DBI, Ipoh.
- Sân vận động Darulaman, Alor Setar.
- Sân vận động Darulmakmur, Kuantan.
- Sân vận động Hang Jebat, Krubong.
- Sân vận động Likas, Kota Kinabalu.
- Sân vận động Merdeka, Kuala Lumpur.
- Sân vận động Negeri Pulau Pinang, Penang.
- Sân vận động Perak, Perak.
- Sân vận động Sarawak, Kuching.
- Sân vận động Shah Alam, Shah Alam.
- Sân vận động Vua Mohammad IV, Kota Bharu.
- Sân vận động Tan Sri Hassan Yunus, Johor Bahru.
- Sân vận động Tuanku Abdul Rahman, Seremban.
- Sân vận động Utama, Kangar.

### Maldives(1)
- Sân vận động Rasmee Dhandu, Malé.

### Mông Cổ(1)
- Sân vận động Thể thao Quốc gia, Ulaanbaatar.

### Myanmar(2)
- Sân vận động Bogyoke Aung San, Yangon.
- Sân vận động Thuwunna, Yangon.

### Nepal(2)
- Sân vận động Dasarath Rangasala, Kathmandu.
- Sân vận động Halchowk, Kathmandu.

### Nhật Bản(31)
- Belluna Dome, Tokorozawa, Saitama.
- ES CON Field Hokkaido, Kitahiroshima, Hokkaidō.
- Kyocera Dome Osaka, Ōsaka.
- Vantelin Dome Nagoya, Nagoya.
- Rakuten Mobile Park Miyagi, Sendai.
- Sân vận động Ajinomoto, Tokyo.
- Sân vận động Athletic Park, Morioka.
- Sân vận động Big Eye, Oita.
- Sân vận động Big Swan, Niigata.
- Sân vận động Botchan, Matsuyama.
- Sân vận động Ecopa, Shizuoka.
- Sân vận động Fullcast Miyagi, Sendai.
- Sân vận động điền kinh Hakatanomori, Fukuoka.
- Sân vận động Hanshin Koshien, Nishinomiya.
- Sân vận động bóng chày Iwaki, Fukushima.
- Sân vận động Kagawa, Takamatsu.
- Sân vận động Kashima, Ibaraki.
- Sân vận động KKWing, Kumamoto.
- Sân vận động bóng chày Kiyohara, Utsunomiya.
- Sân vận động tưởng niệm Kobe Universiade, Kobe.
- Sân vận động Mazda, Hiroshima.
- Sân vận động Meiji Jingu, Shinjuku, Tokyo.
- Sân vận động Miyagi, Miyagi.
- Sân vận động Muscat, Kurashiki.
- Sân vận động Nagai, Osaka.
- Sân vận động Olympic Nagano, Nagano.
- Sân vận động Olympic Quốc gia, Tokyo.
- Sân vận động Saitama 2002, Saitama.
- Sân vận động San Marin, Miyazaki.
- Sapporo Dome, Sapporo.
- Sân vận động Sendai, Sendai.
- Sân vận động điền kinh Sendai, Sendai.
- Sân vận động Starukhin, Asahikawa.
- Tokyo Dome, Tokyo.
- Sân vận động công dân Toyama, Toyama.
- Sân vận động Toyota, Thành phố Toyota.
- Sân vận động Wing, Kobe.
- Sân vận động Yokohama, Yokohama
- Sân vận động Quốc tế Yokohama, Yokohama.
- Sân vận động Quốc gia Yoyogi, Tokyo.

### Oman(3)
- Trung tâm thể thao Vua Qaboos, Muscat.
- Khu liên hợp thể thao Sultan Qaboos, Muscat.
- Sân vận động Al-Seeb, Seeb.

### Pakistan(8)
- Sân vận động Quốc gia, Karachi.
- Sân vận động khúc côn cầu Gadaffi, Karachi.
- Sân vận động bóng đá Nhân dân, Karachi.
- Sân vận động bóng đá KMC, Karachi.
- Sân vận động Gaddafi, Lahore.
- Sân vận động Thể thao Jinnah, Islamabad.
- Sân vận động Punjab, Lahore.
- Sân vận động Quaid-I-Azam, Mirpur.

### Palestine(1)
- Sân vận động Palestine, Thành phố Gaza.

### Philippines(1)
- Sân vận động tưởng niệm Rizal, Manila.

### Qatar(12)
- Sân vận động Quốc tế Khalifa, Doha.
- Sân vận động Thani bin Jassim, Doha.
- Sân vận động Suheim bin Hamad, Doha.
- Sân vận động Jassim bin Hamad, Doha.
- Sân vận động Ahmed bin Ali, Al Rayyan.
- Sân vận động Saoud bin Abdulrahman, Al Wakrah.
- Sân vận động Lusail, Doha.
- Sân vận động 974(đã đóng cửa, từng có tên gọi là Ras Abu Aboud), Doha.
- Sân vận động Education City, Doha.
- Sân vận động Al Thumama, Doha.
- Sân vận động Al Janoub, Doha.
- Sân vận động Ahmad Bin Ali, Doha.

### Singapore(4)
- Sân vận động Quốc gia Singapore
- Sân vận động trong nhà Singapore.
- Sân vận động Jalan Besar.
- Sân vận động Bishan.

### Sri Lanka(3)
- Sân vận động Ranasinghe Premadasa, Colombo.
- Sân vận động Rangiri Dumbulla, Dumbulla.
- Sân vận động Sugathadasa, Colombo.

### Syria(3)
- Sân vận động Abbasiyyin, Dimashq.
- Sân vận động Al-As'sad, Latakia.
- Sân vận động Khaled bin Walid, Homs.

### Tajikistan(2)
- Sân vận động Pamir, Dushanbe.
- Sân vận động Metallurg, Tursunzoda.

### Thái Lan(10)
- Sân vận động Suphachalasai, Bangkok.
- Sân vận động Rajamangala, Bangkok.
- Sân vận động Quốc gia, Bangkok.
- Sân vận động Thái-Nhật, Bangkok.
- Sân vận động Thammasat, Bangkok.
- Sân vận động kỷ niệm 700 năm, Chiang Mai.
- Sân vận động Surakul, Phuket.
- Sân vận động Tinsulanon, Songkhla.
- Sân vận động sinh nhật lần thứ 80, Nakhon Ratchasima.

### UAE(3)
- Sân vận động Thành phố Thể thao Zayed, Abu Dhabi.
- Sân vận động Quốc tế Sheikh Khalifa, Al Ain.
- Sân vận động Sheikh Mohamed Bin Zayed, Abu Dhabi.

### CHDCND Triều Tiên(4)
- Sân vận động Kim Nhật Thành, Bình Nhưỡng.
- Sân vận động mùng 1 tháng 5 Rungrado, Bình Nhưỡng.
- Sân vận động Nam Phố, Nam Phố.
- Sân vận động Dương Giác Đảo, Bình Nhưỡng.

### Đài Bắc Trung Hoa(7)
- Sân vận động Quốc gia, Cao Hùng.
- Sân vận động Trung Chính, Cao Hùng.
- Sân vận động quận Đài Nam, Hsinying.
- Sân vận động quận Đài Bắc, Panchiao.
- Sân vận động tỉnh Đài Loan, Taichung.
- Sân vận động quận Taoyuan, Taoyuan.
- Sân vận động quận Yunlin, Dounan.

### Cộng hòa Nhân dân Trung Hoa(43)
- Sân vận động Quốc gia Bắc Kinh, Bắc Kinh.
- Sân vận động Coca Cola, Tây An.
- Sân vận động Thành phố Trường Xuân, Trường Xuân.
- Trung tâm Thể thao Thành Đô, Thành Đô.
- Trung tâm Thể thao Olympic Trùng Khánh, Trùng Khánh.
- Sân vận động Nhân dân Đại Liên, Đại Liên.
- Sân vận động Datianwan, Trùng Khánh.
- Sân vận động Olympic Quảng Đông, Quảng Châu.
- Trung tâm thể thao Hán Khẩu, Vũ Hán.
- Sân vận động Hạ Long, Trường Sa (Trung Quốc).
- Sân vận động Hongchen, Thanh Đảo.
- Sân vận động Hồng Khẩu, Thượng Hải.
- Sân vận động Hoàng Long, Hàng Châu.
- Sân vận động Jiaodaruisun, Tây An.
- Sân vận động Nhân dân Cát Lâm, Cát Lâm.
- Sân vận động Cẩm Châu, Đại Liên.
- Sân vận động Leifeng, Thẩm Dương.
- Trung tâm Thể thao Liễu Châu, Bắc Kinh.
- Trung tâm Thể thao Olympic Nam Kinh, Nam Kinh.
- Trung tâm Thể thao Olympic, Bắc Kinh.
- Sân vận động Qilihe, Lan Châu.
- Sân vận động Thể thao Olympic Tần Hoàng Đảo, Tần Hoàng Đảo.
- Sân vận động San Đông, Tế Nam.
- Sân vận động Thượng Hải, Thượng Hải.
- Sân vận động Thành phố Thiều Quan, Thiều Quan.
- Trung tâm Thể thao Thẩm Dương, Thẩm Dương.
- Sân vận động Thâm Quyến, Thâm Quyến.
- Vòm Shhijiashunang, Tây An.
- Sân vận động Thành phố Tô Châu, Tô Châu.
- Sân vận động bóng đá TEDA, Thiên Tân.
- Sân vận động Thiên Hà, Quảng Châu.
- Sân vận động Thác Đông, Côn Minh.
- Sân vận động Công nhân, Bắc Kinh.
- Sân vận động Vũ Hán, Vũ Hán.
- Sân vận động Wulihe, Thẩm Dương.
- Sân vận động Wutaisha, Nam Kinh.
- Sân vận động Hạ Môn, Hạ Môn.
- Sân vận động Thành phố Xương Đàm, Xương Đàm.
- Sân vận động Xinhua Lu, Vũ Hán.
- Sân vận động Tân Hương, Lạc Dương.
- Trung tâm Ích Trung, Thanh Đảo.
- Sân vận động Việt Tú Sơn, Quảng Châu.

#### Hồng Kông(8)
- Sân vận động Hồng Kông, Tảo Hãn Bộ, đảo Hồng Kông
- Sân vận động Mã An San, Mã An San, Sa Điền, Tân Giới
- Sân vận động Vượng Giác, Vượng Giác, Cửu Long (Hồng Kông)
- Sân vận động Sa Điền, Sa Điền, Tân Giới
- Sân vận động Loan Tể, Loan Tể, đảo Hồng Kông
- Sân vận động Queen Elizabeth, thung lũng Khoái Hoạt, đảo Hồng Kông
- Sân thể thao Siu Sai Wan, Đông khu, đảo Hồng Kông
- AsiaWorld–Arena, Đại Tự Sơn

#### Ma Cao(1)
- Sân vận động Campo Desportivo, Đãng Tể.

### Turkmenistan(3)
- Sân vận động Olympic Ashgabat, Ashgabat.
- Sân vận động Köpetdag, Ashgabat.
- Sân vận động thể thao Toplumy, Daşoguz.

### Uzbekistan(4)
- Sân vận động Markaziy, Bukhoro.
- Sân vận động Markaziy, Namangan.
- Sân vận động Pakhtakor Markaziy, Tashkent.
- Sân vận động Bunyodkor, Tashkent.

### Việt Nam(36)
- Sân vận động Gò Đậu, Bình Dương.
- Sân vận động Quy Nhơn, Bình Định.
- Sân vận động Chi Lăng, Đà Nẵng.
- Sân vận động Hòa Xuân, Đà Nẵng
- Sân vận động Cao Lãnh, Đồng Tháp.
- Sân vận động Đồng Nai, Đồng Nai.
- Sân vận động Cần Thơ, Cần Thơ.
- Sân vận động Đà Lạt, Lâm Đồng.
- Sân vận động Hàng Đẫy (có thời kỳ mang tên Hà Nội), Hà Nội.
- Sân vận động Thanh Trì, Hà Nội.
- Sân vận động Lạch Tray, Hải Phòng.
- Sân vận động Long An, Long An.
- Sân vận động Quốc gia Mỹ Đình, Hà Nội.
- Sân vận động Nha Trang, Khánh Hòa.
- Sân vận động Thiên Trường (trước là sân Chùa Cuối), Nam Định.
- Sân vận động Thống Nhất, Thành phố Hồ Chí Minh.
- Sân vận động Quân khu 7, Thành phố Hồ Chí Minh.
- Sân vận động Vinh, Nghệ An.
- Sân vận động Phan Rang, Ninh Thuận.
- Sân vận động Ninh Bình, Ninh Bình.
- Sân vận động Pleiku, Gia Lai.
- Sân vận động Thanh Hóa, Thanh Hóa.
- Sân vận động Tự Do, Huế.
- Sân vận động Long Xuyên, An Giang.
- Sân vận động Tam Kỳ, Quảng Nam.
- Sân vận động Cẩm Phả, Quảng Ninh.
- Sân vận động Tây Ninh, Tây Ninh.
- Sân vận động Tiền Giang, Tiền Giang.
- Sân vận động Rạch Giá, Kiên Giang.
- Sân vận động Mỹ Tho, Tiền Giang.
- Sân vận động Phan Thiết, Bình Thuận.
- Sân vận động Vĩnh Long, Vĩnh Long.
- Sân vận động Phú Yên, Phú Yên.
- Sân vận động Bình Phước, Bình Phước.
- Sân vận động Bà Rịa, Bà Rịa – Vũng Tàu.
- Sân vận động Cột Cờ, Hà Nội.
- Sân vận động Quận 8, Thành phố Hồ Chí Minh.
- Sân vận động Hoa Lư, Thành phố Hồ Chí Minh.

### Yemen(1)
- Sân vận động Thành phố Thể thao Althawra, Sana'a.

## Trung Mỹ và vùng Caribe

### Anguilla(1)
- Công viên Webster, The Valley.

### Antigua và Barbuda(3)
- Sân giải trí Antigua, St. John's.
- Sân Cảnh sát, St. Georges.
- Sân vận động Sir Vivian Richards, St. John's.

### Antille thuộc Hà Lan(1)
- Sân vận động Ergilio Hato, Willemstad.

### Aruba(3)
- Sân vận động Trinidad, Oranjestad.
- Trung tâm Deportivo Frans Figaroa, Noord.
- Công viên thể thao Joe Laveist, Sannicolas.

### Bahamas(1)
- Sân vận động Thomas Robinson, Nassau.

### Barbados(2)
- Kensington Oval, Bridgetown.
- Sân vận động Quốc gia Barbados, Bridgetown.

### Belize(2)
- Sân vận động FFB, Belmopan.
- Trung tâm thể thao Marion Jones, Thành phố Belize.

### Quần đảo Cayman(1)
- Sân vận động Truman Boden, George Town.

### Costa Rica(3)
- Sân vận động Alejandro Mojera Soto, Alajuela.
- Sân vận động Quốc gia Costa Rica, San José.
- Sân vận động Ricardo Saprissa Aymá, San José.

### Cuba(4)
- Sân vận động Guillermón Moncada, Santiago de Cuba.
- Sân vận động Latinoamericano, La Habana.
- Sân vận động Panamericano, La Habana.
- Sân vận động Pedro Marrero, La Habana.

### Dominica(1)
- Windsor Park, Roseau.

### Cộng hòa Dominica(3)
- Sân vận động 27 tháng 2, Santo Domingo.
- Sân vận động Quisqueya, Santo Domingo.
- Sân vận động La Barranquita, Santiago.

### El Salvador(7)
- Sân vận động Cuscatlán, San Salvador.
- Sân vận động Jose Gregorio Martinez, Chalatenango
- Sân vận động Jorge "Mágico" González, San Salvador.
- Sân vận động Jorge Calero Suarez, Metapan.
- Sân vận động Juan Francisco Barraza, San Miguel.
- Sân vận động Oscar Quiteño, Santa Ana.
- Sân vận động Sergio Torres, Usulután.

### Grenada(2)
- Sân vận động cricket Quốc gia, Saint George's.
- Sân vận động Quốc gia, Saint George's.

### Guadeloupe(1)
- Sân vận động St. Claude, Basse-Terre.

### Guatemala(17)
- Sân vận động La Pedrera, Thành phố Guatemala.
- Sân vận động Doroteo Guamuch Flores, Thành phố Guatemala.
- Sân vận động del ejercito, Thành phố Guatemala.
- Sân vận động Mariano Galvez, Santa Lucia Cotzumalguapa.
- Sân vận động Winston Pineda (El condor), Escuintla.
- Sân vận động Verapaz, Cobán.
- Sân vận động Carlos Salazar Hijo, Mazatenango.
- Sân vận động thành phố Amatitlan, Amatitlan.
- Sân vận động Mario Camposeco, Quetzaltenango.
- Sân vận động Pensativo, Antigua Guatemala.
- Sân vận động Marquesa de la ensenada, San Marcos.
- Sân vận động El Trebol, Thành phố Guatemala.
- Sân vận động David Ordoñez Bardales, Zacapa.
- Sân vận động Las Flores, Jalapa.
- Sân vận động Chiến thắng, Chiquimula.
- Sân vận động Roy Fearon, Puerto Barrios.
- Sân vận động Armando Barillas, Escuintla.

### Haiti(1)
- Sân vận động Sylvio Cator, Port-au-Prince.

### Honduras(2)
- Sân vận động Olímpico Metropolitano, San Pedro Sula.
- Sân vận động Tiburcio Carías Andino, Tegucigalpa.

### Jamaica(1)
- Sân vận động Độc lập, Kingston.

### Martinique(1)
- Sân vận động Danh dự, Fort-de-France.

### Montserrat
- Sân vận động Blakes Estate, Plymouth.

### Nicaragua(1)
- Sân vận động Quốc gia Dennis Martínez, Managua.

### Panama(2)
- Sân vận động Quốc gia Panamá, Thành phố Panama.
- Sân vận động Rommel Fernández, Thành phố Panama.

### Puerto Rico(2)
- Sân vận động Hiram Bithorn, San Juan.
- Sân vận động Sixto Escobar, San Juan.

### Saint Kitts và Nevis(1)
- Công viên Warner, Basseterre.

### Saint Lucia(2)
- Sân vận động Beausejour, Gros Islet.
- Công viên Bones, Castries.

### Saint Vincent và Grenadines(1)
- Sân vận động Arnos Vale, Kingstown.

### Trinidad và Tobago(4)
- Sân vận động Ato Boldon, Couva.
- Sân vận động Hasely Crawford, Port of Spain.
- Sân vận động Manny Ramjohn, San Fernando.
- Sân vận động Dwight Yorke, Bacolet (Tobago).

### Quần đảo Turks và Caicos(1)
- TCIFA National Academy. Providenciales.

### Quần đảo Virgin (Mỹ)(1)
- Công viên Lionel Roberts, St. Thomas.

## Châu Âu

### Andorra(2)
- Sân vận động Aixovall, Andorra la Vella.
- Sân vận động Quốc gia, Andorra la Vella.

### Albania(1)
- Arena Kombëtare, Tirana.

### Anh Quốc(41)
- Sân vận động Wembley, Luân Đôn.
- Old Trafford, Manchester.
- Sân vận động Etihad, Manchester.
- Maine Road, Manchester.
- Sân vận động Emirates, Luân Đôn.
- Sân vận động Highbury, Luân Đôn.
- Sân vận động Luân Đôn, Luân Đôn.
- Sân vận động Twickenham, Luân Đôn.
- Sân vận động Loftus Road, Luân Đôn.
- Stamford Bridge, Luân Đôn.
- White Hart Lane, Luân Đôn.
- Craven Cottage, Luân Đôn.
- Upton Park, Luân Đôn.
- Sân vận động The Hive, Luân Đôn.
- Anfield, Liverpool.
- Goodison Park, Liverpool.
- Villa Park, Birmingham.
- Elland Road, Leeds.
- Ewood Park, Blackburn.
- Sân vận động Victoria Park, Hartlepool.
- Sân vận động Riverside, Middlesbrough.
- Sân vận động St Andrews, Birmingham.
- Sân vận động Reebok, Bolton.
- Sân vận động Molineux, Wolverhampton.
- Sân vận động Britannia, Stoke-on-Trent.
- Turf Moor, Burnley.
- Sân vận động Vitaly, Bournemouth.
- Sân vận động DW, Manchester.
- Sân vận động Oakwell, Barnsley.
- St James' Park, Newcastle.
- Sân vận động Ánh sáng, Sunderland.
- Sân vận động The Hawthorns, West Bromwich.
- Selhurst Park, Luân Đôn.
- Sân vận động Hardenhuish Park, Chippenham.
- Sân vận động Madejski, Reading.
- Sân vận động KC, Kingston upon Hull.
- Carrow Road, Norwich.
- Sân vận động Creasey Park, Dunstable.
- Sân vận động Liberty, Swansea, Xứ Wales.
- Sân vận động Cardiff City, Cardiff, Xứ Wales.
- Sân vận động Preston Park, Harefield.

### Áo(7)
- Sân vận động Liebenau, Graz.
- Sân vận động Ernst Happel, Viên.
- Sân vận động Gerard Hanappi, Viên.
- Sân vận động Wals-Siezenheim, Salzburg.
- Sân vận động Tivoli Neu, Innsbruck.
- Sân vận động Fill Metallbau, Ried.
- Waidmannsdorf, Klagenfurt.

### Ba Lan(4)
- Sân vận động Quốc gia, Warszawa.
- Sân vận động Quân đội Ba Lan, Warszawa.
- Sân vận động Miejski, Poznan.
- PGE Arena Gdańsk, Gdańsk.

### Bắc Ireland(3)
- Sân vận động Brandywell, Derry.
- Sân vận động Ravenhill, Belfast.
- Windsor Park, Belfast.

### Belarus(2)
- Sân vận động Dinamo, Minsk.
- Sân vận động Traktor, Minsk.

### Bỉ(21)
- Công viên Albert, Ostend.
- Sân vận động Bosuil, Antwerp.
- Sân vận động Le Canonnier, Mouscron.
- Sân vận động Constant Vanden Stock, Anderlecht.
- Sân vận động Daknam, Lokeren.
- Sân vận động Edmond Machtens, Molenbeek.
- Sân vận động Fenix, Genk.
- Sân vận động Freethiel, Beveren.
- Sân vận động Guldensporen, Kortrijk.
- Sân vận động Herman Vanderpoorten, Lier.
- Sân vận động Jan Breydel, Brugge.
- Sân vận động Jules Otten, Gent.
- Sân vận động Nhà vua Baudouin, Brussels.
- Sân vận động Het Kuipje, Westerlo.
- Sân vận động Olympic, Antwerp.
- Sân vận động Schiervelde, Roeselare.
- Sân vận động Staaienveld, Sint-Truiden.
- Sân vận động Charles Tondreau, Mons.
- Sân vận động Maurice Dufrasne, Liège.
- Sân vận động Pays de Charleroi, Charleroi.
- Sân vận động Tivoli, La Louvière.

### Bosna và Hercegovina(4)
- Sân vận động Bijeli Brijeg, Mostar
- Sân vận động Bilino Polje, Zenica
- Sân vận động Grbavica, Sarajevo
- Sân vận động Thành phố Koševo, Sarajevo

### Bồ Đào Nha(6)
- Sân vận động Ánh sáng, Lisboa
- Sân vận động José Alvalade, Lisboa
- Sân vận động Dragão, Porto
- Sân vận động Bessa XXI, Porto
- Sân vận động Bonfim, Setubal
- Sân vận động Municipal de Aviero, Aviero

### Bulgaria(6)
- Sân vận động Quốc gia Vasil Levski, Sofia
- Sân vận động Balgarska Armia, Sofia
- Sân vận động Georgi Asparuhov, Sofia
- Sân vận động Plovdiv, Plovdiv
- Sân vận động Slavia, Sofia
- Sân vận động Hristo Botev, Vratza

### Croatia(4)
- Sân vận động Poljud, Split
- Sân vận động Maksimir, Zagreb
- Sân vận động Kantrida, Rijeka
- Sân vận động Gradski vrt, Osijek

### Hà Lan(8)
- Johan Cruyff Arena, Amsterdam.
- Sân vận động De Kuip, Rotterdam.
- Sân vận động Philips, Eindhoven.
- Sân vận động De Koel, Venlo.
- Sân vận động De Geusselt, Maastricht.
- Sân vận động Euroborg, Groningen.
- Sân vận động Polman, Almelo.
- Sân vận động Galgenwaard, Utrecht.

### Síp(1)
- Sân vận động Neo GSP, Nicosia.

### Cộng hòa Séc(7)
- Sân vận động Mestsky, Uherske Hradiste.
- Sân vận động Bazaly, Ostrava.
- Sân vận động Na Julisce, Praha.
- Sân vận động Evžena Rosického, Praha.
- Sân vận động Strahov, Praha.
- Sân vận động Za Lužánkami, Brno.
- Sân vận động Generali Arena, Praha.

### Đan Mạch(12)
- Sân vận động Aalborg, Aalborg.
- Công viên NRGi, Århus.
- Sân vận động Brøndby, Brøndby.
- Công viên Esbjerg Idræts, Esbjerg.
- Công viên Farum, Farum.
- Công viên Fionia, Odense.
- Sân vận động Forum Horsens, Horsens.
- Sân vận động bóng đá Haderslev, Haderslev.
- Sân vận động Parken, Copenhagen.
- Sân vận động SAS, Herning.
- Sân vận động Silkeborg, Silkeborg.
- Sân vận động Viborg, Viborg.

### Estonia(1)
- Sân vận động Kalevi Kesk, Tallinn.

### Quần đảo Faroe(2)
- Sân vận động Gundadalur, Tórshavn.
- Sân vận động Tórsvøllur, Tórshavn.

### Phần Lan(5)
- Sân vận động Olympic, Helsinki.
- Sân vận động trượt tuyết Salpausselkä, Lahti.
- Sân vận động Finnair, Helsinki.
- Sân vận động Veritas, Turku.
- Sân vận động Ratinan, Tampere.

### Pháp(14)
- Circuit Bugatti, Le Mans.
- Allianz Riviera, Nice.
- Sân vận động Công viên các Hoàng tử, Paris.
- Sân vận động Chaban Delmas, Bordeaux.
- Stade de France, Saint-Denis, Paris.
- Sân vận động Beaujoire, Nantes.
- Sân vận động Meinau, Strasbourg.
- Sân vận động Bollaert-Delelis, Lens.
- Sân vận động Gerland, Lyon.
- Sân vận động Saint-Symphorien, Metz.
- Sân vận động Vélodrome, Marseille.
- Sân vận động Metropole, Lille.
- Sân vận động Toulouse, Toulouse.

### Đức(30)
- Allianz Arena, München.
- Volksparkstadion, Hamburg.
- Niedersachsenstadion, Hannover.
- BayArena, Leverkusen.
- Westfalenstadion, Dortmund.
- Sân vận động Bierberer Berg, Offenbach.
- Borussia-Park, Mönchengladbach.
- Sân vận động Dreisam, Freiburg im Breisgau.
- Sân vận động Embdena, Emden.
- Sân vận động Franken, Nürnberg.
- Sân vận động Fritz Walter, Kaiserslautern.
- Mercedes-Benz Arena, Stuttgart.
- Sân vận động Grotenburg, Uerdingen.
- Sân vận động Ludwigspark, Saarbrücken.
- Merkur Spiel-Arena, Düsseldorf.
- Sân vận động Olympic, Berlin.
- Sân vận động Olympic, München.
- Sân vận động DKB Arena, Rostock.
- Sân vận động RheinEnergie, Köln.
- Sân vận động Ruhr, Bochum.
- Sân vận động Bruchweg, Mainz.
- Sân vận động Freundschaft, Cottbus.
- Sân vận động Đông Nam, Ludwigshafen am Rhein.
- Arena AufSchalke, Gelsenkirchen.
- Volkswagen Arena, Wolfsburg.
- Waldstadion, Frankfurt am Main.
- Sân vận động Weser, Bremen.
- Red Bull Arena, Leipzig.
- Sân vận động Wildpark, Karlsruhe.

### Gibraltar(1)
- Sân vận động Victoria, Gibraltar.

### Hy Lạp(17)
- Sân vận động A.E.K., Athena.
- Sân vận động Kaftanzoglio, Thessaloniki.
- Sân vận động Karaiskaki, Piraeus.
- Trung tâm bóng chầy Olympic, Athena.
- Trung tâm khúc côn cầu Olympic, Athena.
- Trung tâm softball Olympic, Athena.
- Sân vận động Olympic, Athena.
- Trung tâm quần vợt Olympic, Athena.
- Vòng đua Olympic, Athena.
- Sân vận động Panathinaiko, Athena.
- Sân vận động Pankritiko, Heraklion.
- Sân vận động Panpeloponnesian, Patras.
- Sân vận động Panthessalian, Volos.
- Sân vận động Toumba, Thessaloniki.
- Sân vận động Kleanthis Vikelides, Thessaloniki.
- Sân vận động Votanikos, Athena.
- Sân vận động Karaiskakis, Piraeus.

### Hungary(3)
- Puskás Aréna, Budapest.
- Sân vận động DVTK, Miskolc.
- Sân vận động ETO, Győr.

### Iceland(8)
- Laugardalsvöllur, Reykjavík.
- Sân vận động Akranes, Akranes.
- Sân vận động Akureyrar, Akureyri.
- Sân vận động Fylkis, Reykjavík.
- Sân vận động Hásteins, Vestmannæyjar.
- Sân vận động Kaplakrika, Hafnarfjörður.
- Sân vận động Keflavíkur, Keflavík.
- Sân vận động Kópavogs, Kópavogur.

### Ireland(16)
- Croke Park, Dublin.
- Sân vận động Aviva, Dublin.
- Sân vận động Dalymount Park, Dublin.
- Sân vận động FitzGerald, Killarney.
- Sân Gaelic, Limerick.
- Sân vận động McHale Park, Castlebar.
- Công viên Musgrave, Cork.
- Sân vận động Nowlan Park, Kilkenny.
- Công viên Chaoimh, Cork.
- Sân vận động Rinn Park, Cork.
- Sân vận động Pearse, Galway.
- Sân vận động Semple, Thurles.
- Sân vận động Thomond Park, Limerick.

### Ý(21)
- Sân vận động Alpi, Torino.
- Roman Colosseum (disused), Roma.
- San Siro, Milano.
- Sân vận động Công dân, Milano.
- Vòng đua Vigorelli, Milano.
- Sân vận động Brianteo, Monza (Milano)
- Sân vận động Artemio Franchi, Firenze.
- Sân vận động Chiến thắng, Bari.
- Sân vận động Flaminio, Roma.
- Sân vận động Friuli, Udine.
- Sân vận động Grande Torino, Torino.
- Sân vận động Luigi Ferraris, Genova.
- Sân vận động Marc'Antonio Bentegodi, Verona.
- Sân vận động Olimpico, Roma.
- Sân vận động Renato Dall'Ara, Bologna.
- Sân vận động Renzo Barbera, Palermo.
- Sân vận động San Filippo, Messina.
- Sân vận động San Nicola, Bari.
- Sân vận động San Paolo, Napoli.
- Sân vận động Sant'Elia, Cagliari.
- Sân vận động Via del Mare, Lecce.

### Jersey(1)
- Sân vận động Springfield, Saint Helier

### Latvia(1)
- Sân vận động Skonto, Riga.

### Liechtenstein(1)
- Sân vận động Rheinpark, Vaduz.

### Litva(5)
- Sân vận động Žalgiris, Vilnius.
- Sân vận động Aukštaitija, Panevėžys.
- Sân vận động S.Dariaus ir S.Girėno, Kaunas.
- Sân vận động Vėtra, Vilnius.
- Sân vận động Žalgiris (Klaipėda), Klaipėda.

### Luxembourg(1)
- Sân vận động Josy Barthel, Luxembourg.

### Bắc Macedonia(1)
- Sân vận động thành phố Tetovo, Tetovo.

### Malta(1)
- Sân vận động Ta'Qali, Ta'Qali.

### Moldova(5)
- Sân vận động thể thao Bolshaya, Tiraspol.
- Sân vận động thể thao Malaya, Tiraspol.
- Sân vận động Constructorul, Chişinău.
- Sân vận động Moldova, Chişinău.
- Sân vận động Zimbru, Chişinău.

### Monaco(1)
- Sân vận động Louis II, Fontvieille.

### Montenegro(3)
- Sân vận động Gradski, Berane.
- Sân vận động Thành phố Podgorica, Podgorica.
- Sân vận động Pod Malim Brdom, Petrovac.

### Na Uy(8)
- Sân vận động Aker, Molde.
- Sân vận động Alfheim, Tromso.
- Sân vận động Arasen, Lillestrom.
- Sân vận động Bislett, Oslo.
- Sân vận động Briskeby, Hamar.
- Sân vận động Color Line, Alesund.
- Sân vận động Ullevaal, Oslo.
- Sân vận động Viking, Stavanger.

### Nga(9)
- Sân vận động Dinamo, Moskva.
- Sân vận động Lokomotiv, Moskva.
- Sân vận động Trung tâm, Kazan.
- Otkrytie Arena, Moskva.
- Sân vận động Luzhniki, Moskva.
- Sân vận động Krestovsky, Sankt-Peterburg.
- Sân vận động Petrovsky, Sankt-Peterburg.
- Sân vận động Kuban, Krasnodar.
- Arena Khimki, Khimki.

### România(5)
- Arena Națională, Bucharest.
- Sân vận động Dan Paltinisanu, Timisoara.
- Sân vận động Dinamo, Bucharest.
- Sân vận động Munincipal, Cluj-Napoca.
- Sân vận động Steaua, Bucharest.

### Serbia(2)
- Sân vận động FK Partizan, Beograd.
- Sân vận động Sao Đỏ, Beograd.

### Slovakia(3)
- Sân vận động Antona Malatinského,Trnava.
- Tehelné pole, Bratislava.
- Sân vận động Vsesportový Areal, Košice.

### Slovenia(5)
- Sân vận động Arena Petrol – Celje.
- Sân vận độngBežigrad, Ljubljana.
- Sân vận độngŠportni park Stožice, Ljubljana.
- Sân vận động Ljudski vrt, Maribor.
- Sân vận độngMatije Gubca, Krško.

### Tây Ban Nha(10)
- Camp Nou, Barcelona.
- Sân vận động Santiago Bernabéu, Madrid.
- Sân vận động Vicente Calderón, Madrid.
- Sân vận động Mestalla, Valencia.
- Sân vận động Ramón Sánchez Pizjuán, Sevilla.
- Sân vận động San Mames, Bilbao.
- Sân vận động Riazor, Deportivo.
- Sân vận động El Madrigal, Villareal.
- Sân vận động Iberostar, Mallorca.
- Sân vận động El Molinón, Gijón.

### Thụy Điển(4)
- Friends Arena, Solna.
- Sân vận động Behrn Arena, Orebro.
- Sân vận động Grimsta IP, Stockholm.
- Sân vận động Olympia, Helsingborg.

### Thụy Sĩ(3)
- Letzigrund, Zürich.
- St. Jakob-Park, Basel.
- Sân vận động Genève, Genève.

### Thổ Nhĩ Kỳ(19)
- Sân vận động Ali Sami Yen, Istanbul.
- Sân vận động Ankara 19 Mayıs, Ankara.
- Sân vận động Ankara Aktepe, Ankara.
- Sân vận động Olympic Atatürk, Istanbul.
- Sân vận động BJK İnönü, Istanbul.
- Sân vận động Bursa Atatürk, Bursa.
- Sân vận động Diyarbakır Atatürk, Diyarbakır.
- Sân vận động Erzurum Cemal Gürsel, Erzurum.
- Sân vận động Eskişehir Atatürk, Eskişehir.
- Sân vận động Gaziantep Kamil Ocak, Gaziantep.
- Sân vận động Hüseyin Avni Aker, Trabzon.
- Sân vận động Istanbul Park, Istanbul.
- Sân vận động İzmir Alsancak, İzmir.
- Sân vận động İzmir Atatürk, İzmir.
- Sân vận động Kadir Has, Kayseri.
- Sân vận động Rize Atatürk, Rize.
- Sân vận động Samsun 19 Mayıs, Samsun.
- Sân vận động Şükrü Saracoğlu, Istanbul.
- Sân vận động Nef, Istanbul.

### Ukraina(19)
- Sân vận động Avanhard, Luhansk.
- Sân vận động Avanhard, Lutsk.
- Sân vận động Avanhard, Uzhhorod.
- Sân vận động Butovsky Vorskla, Poltava.
- Sân vận động Central, Zaporizhia.
- Sân vận động Chornomorets, Odessa.
- Sân vận động Dnipro Arena, Dnipropetrovsk.
- Donbass Arena, Donetsk.
- Sân vận động Illichivets, Mariupol.
- Sân vận động Lobanovsky Dynamo, Kiev.
- Sân vận động Lokomotiv, Simferopol.
- Sân vận động MCS Rukh, Ivano-Frankivsk.
- Khu liên hợp thể thao Oblast Metalist, Kharkiv.
- Sân vận động Metalurh, Kryvyi Rih.
- Khu liên hợp thể thao quốc gia Olimpiyskiy, Kiev.
- Sân vận động RSC Olimpiyskiy, Donetsk.
- Sân vận động Tsentralnyi Stadion Cherkasy, Cherkasy.
- Sân vận động Ukraina, Lviv.
- Sân vận động Yuvileiny, Sumy.

## Châu Đại Dương

### Samoa thuộc Mỹ(1)
- Sân vận động Veterans Memorial, Pago Pago.

### Úc(53)
- AAMI Stadium – Adelaide.
- Adelaide Oval –Adelaide.
- Arden St Oval – Melbourne.
- Aurora Stadium – Launceston.
- Bellerive Oval – Hobart.
- Brisbane Cricket Ground – Brisbane.
- Carrara Stadium – Gold Coast.
- Drummoyne Oval – Sydney.
- Kooyong Stadium – Melbourne.
- Lilac Hill – Perth.
- Sân vận động Magdalla Park, Sydney.
- Sân vận động Manuka Oval – Canberra.
- Marrara Oval – Darwin.
- MC Labour Park – Melbourne.
- Melbourne Cricket Ground –Melbourne.
- North Hobart Oval – Hobart.
- Richmond Cricket Ground –Melbourne.
- Subiaco Oval – Perth.
- Sydney Cricket Ground – Sydney.
- Telstra Dome – Melbourne.
- Victoria Park – Melbourne.
- WACA Ground – Perth.
- Waverley Park – Melbourne.
- Windy Hill – Melbourne.
- Sân vận động Melbourne Rectangular – Melbourne.
- ANZ Stadium – Brisbane.
- Sân vận động Australia – Sydney.
- Ballymore Stadium – Brisbane.
- Belmore Oval – Sydney.
- Bluetongue Central Coast Stadium – Central Coast.
- Brookvale Oval – Sydney.
- Campbelltown Stadium – Sydney.
- Sân vận động Canberra – Canberra.
- CUA Stadium – Sydney.
- Dairy Farmers Stadium – Townsville.
- Dolphin Oval – Brisbane.
- EnergyAustralia Stadium – Newcastle.
- Henson Park, Sydney – Sydney.
- Sân vận động Hindmarsh – Adelaide.
- Leichhardt Oval – Sydney.
- Sân vận động Perth Rectangular – Perth.
- Perry Lakes Stadium – Perth.
- Pioneer Oval – Sydney.
- Redfern Oval – Sydney.
- Skilled Park – Gold Coast.
- Sân vận động Suncorp – Brisbane.
- Sydney Football Stadium – Sydney.
- Toyota Park – Cronulla.
- WIN Jubilee Oval – Sydney.
- WIN Stadium – Wollongong.

### Fiji(2)
- Sân vận động Quốc gia ANZ – Suva.
- Sân vận động Post Fiji – Suva.

### Tahiti(1)
- Stade Pater – Pirae

### Guam(2)
- Sân vận động Paseo – Agana.
- Sân vận động Wettengel Rugby Field – Agana.

### Kiribati(1)
- Sân vận động Quốc gia Bairiki, Bairiki.

### Quần đảo Marshall(1)
- Sân vận động Thể thao – Majuro.

### Nauru(3)
- Linkbelt Oval – Aiwo.
- Sân vận động Meneng – Meneng.
- National Stadium – Yaren District.

### Nouvelle-Calédonie(1)
- Sân vận động Numa-Daly Magenta, Nouméa.

### New Zealand(16)
- AMI Stadium – Christchurch.
- Arena Manawatu – Palmerston North.
- ASB Tennis Centre – Auckland.
- Basin Reserve – Wellington.
- Carisbrook – Dunedin.
- Eden Park – Auckland.
- Sân vận động Mount Smart – Auckland.
- Sân vận động North Harbour – Albany.
- Queen Elizabeth II Park – Christchurch.
- Rotorua International Stadium – Rotorua.
- Rugby Park Stadium – Invercargill.
- Sân vận động Waikato – Hamilton.
- Western Springs Stadium – Auckland.
- Westpac Park – Hamilton.
- Sân vận động Khu vực Wellington – Wellington.
- Yarrow Stadium – New Plymouth.

### Niue(2)
- Sân vận động Niue High School Oval, Alofi.
- Sân vận động Village Park, Alofi.

### Đảo Norfolk(1)
- Norfolk Island Central School Oval – Cascade.

### Palau(1)
- Sân vận động Quốc gia – Koror.

### Papua New Guinea(1)
- Sân vận động Hubert Murray, Port Moresby.

### Samoa(1)
- Sân vận động bóng đá quốc gia – Apia.

### Quần đảo Solomon(1)
- Sân vận động Lawson Tama – Honiara.

### Tonga(1)
- Trung tâm Loto-Tonga Soka – Nukuʻalofa.

### Tuvalu(1)
- Tuvalu Sports Ground, Funafuti.

### Vanuatu(2)
- Sân vận động Korman, Port Vila.
- Sân vận động Thành phố Port Vila, Port Vila.

## Bắc Mỹ

### Canada(2)
- BMO Field – Toronto
- BC Place – Vancouver

### Greenland(1)
- Sân vận động Nuuk, Nuuk.

### México(23)
- Sân vận động Alfredo Harp Helú - Mexico City.
- Sân vận động Azteca – Mexico City.
- Estadio Azul – Mexico City.
- Estadio Banorte – Culiacán, Sinaloa
- Estadio Centenario – Los Mochis, Sinaloa
- Estadio Corona – Torreón, Coahuila
- Estadio Corregidora – Santiago de Querétaro, Querétaro
- Estadio Coruco Díaz – Zacatepec de Hidalgo, Morelos
- Estadio Cuauhtémoc – Puebla
- Estadio de Fútbol Monterrey – Monterrey
- Estadio Hidalgo – Pachuca
- Estadio Jalisco – Guadalajara
- Estadio Luis de la Fuente – Veracruz
- Estadio Morelos – Morelia, Michoacán
- Estadio Nemesio Díez – Toluca, Estado de México
- Estadio Neza 86 – Nezahualcoyotl, Estado de México
- Estadio Nou Camp – León, Guanajuato
- Estadio Olímpico Universitario – Mexico City
- Estadio Omnilife (formerly Estadio Chivas) – Guadalajara
- Estadio Tamaulipas – Tampico, Tamaulipas
- Estadio Tres de Marzo – Zapopan, Jalisco
- Estadio Universitario – Monterrey
- Estadio Víctor Manuel Reyna – Tuxtla Gutiérrez, Chiapas
- Estadio Victoria – Aguascalientes, Aguascalientes

### Saint-Pierre và Miquelon(1)
- Stade John Girardin – Saint-Pierre

### Hoa Kỳ(28)
- Globe Life Field - Arlington, Texas.
- Sân vận động AT&T – Arlington, Texas.
- Daikin Park - Houston, Texas.
- Robertson Stadium - Houston
- RFK Stadium - Washington, D.C..
- Buck Shaw Stadium - Santa Clara
- Columbus Crew Stadium – Columbus
- Gillette Stadium - Foxborough, Massachusetts - 2002
- Qwest Field - Seattle, Washington - 2002
- CommunityAmerica Ballpark - Kansas City, Kansas
- The Home Depot Center – Carson, California - 2003
- Pizza Hut Park – Frisco
- Toyota Park – Bridgeview, Illinois - 2006
- Dick's Sporting Goods Park – Commerce City, Colorado
- Rio Tinto Stadium – Sandy, Utah - 2008
- Red Bull Arena – Harrison, New Jersey - 2010
- PPL Park - Chester, Pennsylvania - 2010
- Wizards Stadium – Kansas City, Kansas - 2011
- New Earthquakes Stadium - San Jose, California - 2012
- New Dynamo Stadium - Houston, Texas - 2012
- Blackbaud Stadium – Charleston, South Carolina
- City Stadium – Richmond
- Sân vận động Mercedes-Benz – Atlanta
- Sân vận động NRG – Houston
- Soldier Field – Chicago
- DeKalb Memorial Stadium – Clarkston, Georgia
- James Griffin Stadium – Saint Paul, Minnesota
- Sân vận động Juan Ramón Loubriel – Bayamón, Puerto Rico
- Marina Auto Stadium – Rochester, New York (formerly PAETEC Park)
- Uihlein Soccer Park – Milwaukee
- Virginia Beach Sportsplex – Virginia Beach, Virginia

## Nam Mỹ

### Argentina(28)
- Buenos Aires Lawn Tennis Club – Buenos Aires
- Estadio 15 de Abril – Santa Fe
- Estadio Alberto J. Armando (La Bombonera) – Buenos Aires
- Estadio Brigadier Estanislao López – Santa Fe
- Estadio Ciudad de La Plata – Ciudad de La Plata
- Estadio Ciudad de Vicente López – Vicente Lopez
- Estadio Diego Armando Maradona (El Tifón de Boyacá),Buenos Aires
- Estadio Don León Kolbovski – Buenos Aires
- Estadio El Gigante del Norte – Salta
- Estadio El Gigante de Alberdi (Belgrano de Córdoba) – Córdoba
- Estadio Eduardo Gallardón – Buenos Aires
- Estadio Florencio Solá – Banfield
- Estadio Gabino Sosa - Rosario
- Estadio Instituto de Córdoba – Córdoba
- Estadio Cubierto Newell's Old Boys - Rosario
- Estadio Nueva Chicago – Buenos Aires
- Estadio Nueva España – Buenos Aires
- Estadio Olímpico Chateau Carreras – Córdoba
- Estadio Parque Roca – Buenos Aires
- Estadio Pedro Bidegain – Buenos Aires
- Estadio Presidente Juan Domingo Perón (El Cilindro) – Avellaneda
- Estadio Ricardo Etcheverry – Buenos Aires
- Estadio Gigante de Arroyito – Rosario
- Estadio Tomás Adolfo Ducó – Buenos Aires
- Estadio La Tacita de Plata – San Salvador de Jujuy

### Bolivia(4)
- Estadio Félix Capriles – Cochabamba.
- Sân vận động Hernando Siles – La Paz.
- Estadio Olímpico Patria – Sucre.
- Estadio Ramón Tahuichi Aguilera – Santa Cruz.

### Brasil(64)
- Allianz Parque – São Paulo.
- Arena Joinville – Joinville.
- Arena Multiuso – Salvador.
- Estádio Ademar da Costa Carvalho (Ilha do Retiro) – Recife.
- Estádio Aderbal Ramos da Silva (Ressacada) – Florianópolis.
- Estádio Alberto Oliveira (Estádio Jóia da Princesa) – Feira de Santana.
- Estádio Alfredo Schurig (Fazendinha or Parque São Jorge) – São Paulo.
- Estádio Alfredo Jaconi – Caxias do Sul.
- Estádio Anísio Haddad (Rio Pretão) – São José do Rio Preto.
- Estádio Barão de Serra Negra – Piracicaba.
- Estádio Benedito Teixeira (Teixeirão) – São José do Rio Preto.
- Estádio Brinco de Ouro – Campinas.
- Estádio Centenário – Caxias do Sul.
- Estádio Centro Poliesportivo Pinheiro (Pinheirão) – Curitiba.
- Estádio Cícero Pompeu de Toledo (Morumbi) – São Paulo.
- Estádio Dr. Francisco de Palma Travassos, Ribeirão Preto.
- Estádio Eduardo José Farah (Farazhão) – Presidente Prudente.
- Estádio Fredis Saldívar (Douradão) – Dourados.
- Estádio Godofredo Cruz – Campos dos Goytacazes.
- Estádio Governador Alberto Tavares Silva (Albertão) – Teresina.
- Estádio Governador Ernani Sátiro (O Amigão) – Campina Grande.
- Estádio Heriberto Hülse – Criciúma.
- Estádio Jacy Scaff (Do Café) – Londrina.
- Estadio Governador João Castelo (Castelão) – São Luís.
- Estádio Governador José Fragelli (Verdão) – Cuiabá.
- Sân vận động Maracanã – Rio de Janeiro.
- Estádio José Américo de Almeida Filho (Almeidão) – João Pessoa.
- Estádio José do Rego Maciel (Arruda) – Recife.
- Estádio José Pinheiro Borba (Beira Rio) – Porto Alegre.
- Estádio Kléber Andrade– Cariacica.
- Estádio Luiz José de Lacerda (Lacerdão) – Caruaru.
- Mineirão – Belo Horizonte.
- Estádio Major Antônio do Couto Pereira – Curitiba.
- Estádio Major José Levy Sobrinho (Limeirão) – Limeira.
- Sân vận động Quốc gia Mané Garrincha – Brasília.
- Estádio Manoel Barradas (Barradão) – Salvador.
- Estádio Maria Lamas Farache (Frasqueirão) – Natal.
- Estádio Martins Pereira – São José dos Campos.
- Estádio Municipal Adail Nunes da Silva (Taquarão) – Taquaritinga.
- Estádio Municipal João Guido (Uberabão) – Uberaba.
- Estádio Municipal João Havelange (Parque do Sabiá) – Uberlândia.
- Estádio Municipal Juscelino Kubitschek – Itumbiara.
- Estádio Municipal Nhozinho Santos, São Luís.
- Estádio Municipal Prefeito Dilson Luiz de Melo (Melão) – Varginha.
- Estádio Municipal Radialista Mario Helênio – Juiz de Fora.
- Estádio Olímpico Colosso da Lagoa – Erechim.
- Estádio Olímpico Edgard Proença (Mangueirão) – Belém.
- Sân vận động Olympic Nilton Santos – Rio de Janeiro.
- Estádio Olímpico Monumental – Porto Alegre.
- Estádio Olímpico Regional Arnaldo Busatto – Cascavel.
- Estádio Octávio Mangabeira, Salvador.
- Estádio do Pacaembu, São Paulo.
- Estádio Papa João Paulo II – Moji-Mirim.
- Estádio Pedro Victor de Albuquerque – Caruaru.
- Estádio Plácido Castelo – Fortaleza.
- Estádio Rei Pelé; Maceió.
- Estádio Santa Cruz – Ribeirão Preto.
- São Januário – Rio de Janeiro.
- Estádio Serra Dourada – Goiânia.
- Estádio da Universidade de Lavras – Lavras.
- Estádio Universitário Pedro Pedrossian – Campo Grande.
- Estádio Universitário São Paulo, São Paulo.
- Estádio Vivaldo Lima, Manaus.
- Kyocera Arena, Curitiba.

### Chile(29)
- Club Hípico de Santiago – Santiago.
- Coliseo La Tortuga – Talcahuano.
- Estadio Carlos Dittborn – Arica.
- Estadio El Cobre – El Salvador.
- Estadio El Teniente – Rancagua.
- Estadio Fiscal de Talca – Talca.
- Estadio La Granja – Curicó.
- Estadio La Portada – La Serena.
- Estadio Las Higueras – Talcahuano.
- Estadio Monumental David Arellano – Santiago.
- Estadio Municipal de Calama – Calama, Chile.
- Estadio Municipal de Concepción – Concepción.
- Estadio Municipal de La Cisterna – Santiago.
- Estadio Municipal de La Florida – La Florida.
- Estadio Municipal Francisco Sánchez Rumoroso – Coquimbo.
- Estadio Municipal Germán Becker – Temuco.
- Estadio Municipal Roberto Bravo Santibáñez – Melipilla.
- Estadio Municipal Rubén Marcos Peralta (Formerly Parque Schott) – Osorno.
- Sân vận động Quốc gia Julio Martínez Prádanos – Santiago.
- Estadio Playa Ancha – Valparaíso.
- Estadio Regional de Antofagasta – Santiago.
- Estadio Regional de Chinquihue – Puerto Montt.
- Estadio San Carlos de Apoquindo – Santiago.
- Estadio Santa Laura – Independencia.
- Estadio Santiago Bueras – Maipú, Chile.
- Estadio Sausalito – Viña del Mar.
- Estadio Víctor Jara.
- Medialuna Monumental de Rancagua – Rancagua.
- Movistar Arena (Formerly Arena Santiago) – Santiago.

### Colombia(14)
- Estadio Alfonso López – Bucaramanga.
- Estadio Atanasio Girardot – Medellín.
- Estadio Deportivo Cali – Cali.
- Sân vận động El Campín – Bogotá.
- Estadio General Santander – Cúcuta.
- Estadio Hernán Ramírez Villegas – Pereira.
- Estadio Metropolitano – Barranquilla.
- Estadio Pascual Guerrero – Cali.
- Estadio Palogrande – Manizales.
- Estadio Guillermo Plazas Alcid – Neiva.
- Estadio Manuel Murillo Toro – Ibague.
- Estadio Eduardo Santos – Santa Marta.
- Estadio Centenario – Armenia.
- Estadio Departamental Libertad – Pasto.

### Ecuador(4)
- Sân vận động tượng đài Isidro Romero Carbo – Guayaquil.
- Estadio La Casa Blanca – Quito.
- Estadio Modelo – Guayaquil.
- Sân vận động Olympic Atahualpa – Quito.

### Guyana(2)
- Bourda Cricket Ground – Georgetown.
- Georgetown Football Stadium – Georgetown.

### Paraguay(4)
- Sân vận động Defensores del Chaco – Asunción
- Estadio Feliciano Cáceres – Luque
- Estadio General Pablo Rojas – Asunción
- Estadio Manuel Ferreira – Asunción

### Perú(29)
- Estadio Nacional Coloso de José Díaz – Lima Province
- Estadio Universidad San Marcos – Lima Province
- Estadio Monumental "U" – Lima Province
- Estadio Alejandro Villanueva – Lima Province
- Estadio Miguel Grau – Piura, Piura
- Estadio Teodoro Lolo Fernández – Lima Province
- Estadio de la Municipalidad de Chorrillos – Lima Province
- Plaza de Acho – Lima Province
- Plaza de Sol y Sombra – Lima Province
- Estadio Monumental (Universidad Nacional San Agustín) – Arequipa, Arequipa
- Estadio Mariano Melgar – Arequipa, Arequipa
- Estadio Mansiche – Trujillo, La Libertad Region
- Estadio Elías Aguirre – Chiclayo, Lambayeque
- Estadio Miguel Grau – Callao, Constitutional Province of Callao
- Estadio Max Augustín – Iquitos, Loreto
- Estadio Manuel Gómez Arellano – Chimbote, Ancash
- Estadio Huancayo – Huancayo, Junín Region
- Estadio Inca Garcilaso de la Vega – Cusco, Cusco
- Estadio Official de Pucallpa – Pucallpa, Ucayali
- Estadio Jorge Basadre – Tacna, Tacna
- Estadio José Picasso Peratta – Ica, Ica
- Estadio Campeones del 36 – Sullana, Piura
- Estadio E. Torres Belón – Puno, Puno
- Estadio Heraclio Tapia – Huánuco, Huánuco
- Estadio Campeonísimo – Talara, Piura
- Estadio Héroes de San Ramón – Cajamarca, Cajamarca
- Estadio Julio Lores Colan – Huaral, Lima Region
- Estadio Monumental – Jauja, Junín Region
- Estadio Daniel Alcides Carrión – Cerro de Pasco, Pasco

### Suriname(1)
- André Kamperveen Stadion – Paramaribo.

### Uruguay(4)
- Estadio Atilio Paiva Olivera – Rivera.
- Estadio Centenario – Montevideo.
- Estadio Gran Parque Central – Montevideo.
- Estadio Luis Franzini – Montevideo.

### Venezuela(13)
- Estadio Alfonso Chico Carrasquel – Puerto la Cruz.
- Estadio Antonio Herrera Gutiérrez – Barquisimeto.
- Estadio Bachiller Julio H. Molina – Araure.
- Estadio José Bernardo Pérez – Valencia.
- Estadio José Pachencho Romero – Maracaibo.
- Estadio José Pérez Colmenares – Maracay.
- Estadio La Ceiba – San Félix.
- Estadio Luis Aparicio El Grande – Maracaibo.
- Estadio Metropolitano – San Cristóbal.
- Estadio Misael Delgado – Valencia.
- Estadio Olímpico – Caracas.
- Estadio Pueblo Nuevo – San Cristóbal.
- Estadio Universitario, Caracas.